# Várkerti Sportpálya
Várkerti Sportpálya – stadion piłkarski w mieście Kisvárda, na Węgrzech. Został otwarty w 1953 roku. Może pomieścić 2124 widzów, z czego 624 miejsca są siedzące. Do czasu otwarcia w 2018 roku nowego stadionu swoje spotkania na obiekcie rozgrywali piłkarze klubu Kisvárda FC.
Stadion został otwarty w 1953 roku. Obiekt powstał tuż obok zamku, który jest nieodłącznym elementem krajobrazu stadionu. Gospodarzem obiektu byli piłkarze klubu Kisvárda FC, którzy jednak latem 2018 roku przenieśli się na nowo wybudowany Várkerti Stadion (powstał on niedaleko starego stadionu). Na starym obiekcie wciąż swoje mecze rozgrywa drużyna rezerw tego klubu.